# شث
الشث أو الدودونيا (الاسم العلمي: Dodonaea) هو جنس من النباتات يتبع الفصيلة الصابونية من رتبة الصابونيات.

## أسماء أخرى
الدادونيا وزيتون الرمل شحس وشيراز وشت وشرص.

## أنواع الشث
- شث أجمي
- شث أليف الصخور
- شث بهلواني
- شث بويري
- شث ثلاثي الأقسام
- شث ثنائي الفصوص
- شث جلدي
- شث خلنجاني
- شث خيطي الأوراق
- شث خيطي الشكل
- شث دابق
- شث رفيع الأوراق
- شث رقيق الأوراق
- شث ريشي
- شث زغبي
- شث سداسي الأسدية
- شث سناني
- شث سويقي
- شث صنوبري الأوراق
- شث غداني
- شث غدي
- شث قاسي
- شث قصير
- شث كسائي
- شث لاجناحي
- شث لامتساوي الأوراق
- شث مترامي
- شث متشابك
- شث متشعب
- شث متعدد الملتحم
- شث متناسق
- شث مثلث
- شث مثلثي الشكل
- شث مدغشقري
- شث معقوف
- شث معنق
- شث معيني الأوراق
- شث مفترش
- شث منجلي
- شث منشاري الأوراق